# Max Jiménez
Max Jiménez Huete (San José, Costa Rica, 6 de abril de 1900 - Buenos Aires, Argentina, 3 de mayo de 1947) fue un escritor, novelista, poeta, periodista, escultor y pintor costarricense.

## Biografía
Hijo de Roberto Jiménez y Ana Huete, comenzó su carrera artística en el campo de la pintura y escultura en 1921. En París, hizo varias exposiciones de dibujos a pluma y esculturas en 1924 obteniendo buenas críticas.
La pintura de Max Jiménez está bastante relacionada con sus trabajos de escultura, principalmente por la creación de volúmenes muy semejantes y por el uso de la deformación, consciente, en la mayoría de las figuras. Sus temas y figuras son principalmente tropicales y su estilo difícil de clasificar se puede considerar vanguardista.
En 1925 por dificultades económicas tuvo que regresar a Costa Rica, siguió dedicándose a la pintura, y también comenzó a escribir artículos periodísticos destacando Arte y proletariado en 1926. Ese mismo año contrae matrimonio con Clemencia Soto Uribe y se instalaron en San Isidro de Coronado. Al año siguiente aparecieron varios artículos suyos en Diario de Costa Rica y en Repertorio Americano. En 1928 publicó su primera novela Unos Fantoches, donde desarrollaba una trama con un triángulo amoroso que provocó un gran escándalo hasta el punto de ser retirado de las librerías. Viajó a Europa buscando editor para su primer libro de poemas Gleba, que finalmente publicó en París.
En 1929 viajó a España y conoció a varios escritores e intelectuales, entre ellos Ramón del Valle-Inclán y Concha Espina, que lo presentó en su salón literario de los viernes y desde entonces la presencia de España en su poesía resultará inevitable. En 1930 publicó en Madrid su segundo libro de poesía Sonaja.
Empezaron a interesarle las técnicas de grabado en madera y viaja a Estados Unidos a estudiarlas en la Liga de estudiantes de arte de Nueva York. En 1938 comenzó a perfeccionar su técnica del óleo y empezó a innovar con materiales fabricados por él mismo. En 1939 viajó a París donde expuso diez óleos con gran éxito de crítica.
En 1943 viajó a La Habana donde se relacionó con diversos artistas y siguió pintando sus temas tropicales y temas de negros cubanos. Expuso en esta capital 14 óleos.
En 1945 regresó a Costa Rica donde hizo una exposición de 21 óleos, casi todos ya exhibidos anteriormente en Europa y Cuba, pero tiene una pobre acogida entre la crítica de su país.
En 1946 viajó a Chile y poco después a Buenos Aires donde murió en medio de una terrible crisis creadora y existencial.

### El grabado
Se puede afirmar que el grabado de Max Jiménez, la mayoría de las veces, fue complementario de su obra escrita. Casi todos sus libros se encuentran ilustrados con xilografías y en muchos de los artículos que he reseñado he encontrado correspondencias entre el texto y el grabado. Max Jiménez utilizó el grabado como una expresión menor, cercana a su espíritu artesanal para plasmar, en tono detallista, algunos de los motivos que expresó en la pintura. La mayoría de las xilografías son proyectos desarrollados luego en óleos, y, algunas veces, hasta en esculturas.
Los principales, por su calidad y manera de expresión, son aquellos que señalan dolor, o elementos eróticos femeninos, que sin llegar a lo grotesco, manifiestan deformidades internas por medio de contracciones físicas. La etapa más importante en la creación de grabados abarca de 1934 a 1938, según se puede observar por un estudio comparativo entre lo publicado e ilustrado con sus propios trabajos xilográficos. Yo encuentro que, en el grabado, Max fue totalmente expresionista y, algunas veces, incursionó por el surrealismo, logrando calidades insuperables en las ilustraciones de El domador de pulgas y El Jaúl. En los grabados que acompañan a varios de sus artículos aparecidos en Repertorio Americano predomina la fuerza de la expresión concentrada en los rostros, aunque las deformaciones son apenas perceptibles, apéndices de tropismos interiores o deformaciones visuales.

### Los dibujos
De ellos he podido estudiar básicamente el catálogo de la Galería Zborowski, en la Biblioteca Pública de Nueva York, que recoge la exposición efectuada por Max Jiménez entre abril y mayo de 1942, que contiene 33 dibujos y esculturas y reproduce un grabado. También, en la Exposición retrospectiva de Max Jiménez, en junio de 1948, aparecen varios dibujos y se reproduce uno. En la Exposición Retrospectiva efectuada en 1965, en la que se expusieron varios de sus dibujos, podemos señalar algunas ligeras características en ellos, que vienen a ser un complemento a su obra de grabador y de pintor. Los dibujos son temas eróticos, estilizados, esto es decir: deformados, proyectados sobre la superficie con cansancio. Una exacerbación del tedio y una prefiguración de la muerte. Si en algunas obras está presente Picasso es en estos dibujos de Max. Juegos de claroscuro rodean al dibujo y también son comunes formas que se proyectan por medio de líneas delicadamente hirsutas.

### La escultura
Privan en sus esculturas las figuras humanas, con esa tendencia a la deformación, y dándoles vida por medio de gestos inesperados, de separarlas de la imitación servil a la naturaleza por medio del quebrantamiento de formas y proporciones. En 1921 expone, en la Galería Percier en París, doce piezas escultóricas que obtienen una acogida favorable de dos notables críticos europeos: Maurice Raynal y Gustave Kahn, opiniones que fueron reproducidas por Repertorio Americano en ese mismo año. En Nueva York se encuentra, en el edificio de la IBM, en su Museo de Artes, una escultura que podemos ubicar en esa época o quizás inmediatamente posterior.
Jiménez Huete a partir de 1935 vuelve a esculpir con regularidad, utilizando solamente la talla directa, en madera y piedra, que reflejará, ya para siempre, su pensamiento en ese campo, el cual fue expuesto en un artículo aparecido el 3 de octubre de 1937 en Diario de Costa Rica, y que, en un tono similar, se complementa con otro publicado en Repertorio Americano, de la misma fecha, que se titula: "Algo sobre escultura".
De sus esculturas y su contacto con el público costarricense queda el desagradable incidente que protagonizó su Maternidad al ser exhibida en la Universidad de Costa Rica, y el agravio que sufrió de los mismos estudiantes, al burlarse estos y colocarle objetos inapropiados, para manifestar su incapacidad, o tal vez su impotencia, en reconocer el genio creador de Max Jiménez.

## Cronología de Max Jiménez
1900 Nace en San José el 6 de abril, hijo de Roberto Jiménez y doña Anita Huete de Jiménez.
1914 Estudia en el Colegio Seminario hasta 1917.
1919 Parte para Inglaterra. Estudia dos años una carrera relacionada con los negocios.
1921 La inquietud artística lo hace abandonar sus estudios de comercio, para interesarse por los problemas artísticos, principalmente las técnicas del dibujo. Visita galerías y museos.
1922 Abandona Londres y se instala en París, para empezar estudios de dibujo y pintura. Pequeños conflictos familiares. Allí se relaciona con Alfonso Reyes, Luis Cardoza y Aragón, Miguel Ángel Asturias, César Vallejo y León Pacheco. En su casa-estudio, en la Rue Vercigentorix, vive algún tiempo el poeta peruano César Vallejo.
1923 Acude a la Academia de Arte Ranson, abandonándola rápidamente. Estudios febriles de dibujo, pintura y literatura, de manera autodidacta. Conoce a Colette Weil, a Tamara de Lempicka y a Francine Ranson quienes le impulsan a exponer en el Salón de los Independientes.
1924 Un año de gran fertilidad artística. Pinta numerosos cuadros que muestra a sus amigos, tratando de lograr alguna crítica u opinión. Lleva una Maternidad al Salón de los Independientes, en París. Expone, en la Galería Percier, una serie de doce esculturas y algunos dibujos, con la cual se da a conocer formalmente como artista auspiciado por el célebre Maurice Denis. Crítica elogiosa de Gustave Kahn, que García Monge reproduce en Repertorio Americano. Se agravan las diferencias con su padre.
1925 Regresa a Costa Rica en donde don Joaquín García Monge y Carmen Lyra lo animan a proseguir en su trabajo creador.
1926 Contrae matrimonio con doña Clemencia Soto Uribe, su compañera y animadora de muchos años. Vive en San Isidro de Coronado en medio de sus fincas, tratando deliberadamente de alejarse un poco de sus inquietudes artísticas, en una crisis espiritual bastante significativa.
1927 Aparecen muchos artículos suyos en Diario de Costa Rica y en Repertorio Americano. Don Joaquín García Monge lo anima a escribir. Escribe un artículo polémico que se conoce como: "Abajo las máscaras", que le retrata como un hábil polemista y un hombre de opiniones definitivas y francas.
1928 Frecuentes viajes al exterior para escapar al tedio de la aldea y para atender muchos negocios. Publica la noveleta Unos fantoches, que provoca un escándalo y la cual, en un gesto de debilidad, el escritor decide retirar de librerías. Viaje a Europa en junio, con su esposa, buscando un editor para su libro de poemas, Gleba, que se publica en París.
Max Jiménez 1929 Año que pasa en Europa. Vive y recorre España en compañía de su esposa. Conoce a Valle Inclán, Teresa de la Parra, Concha Espina y otros artistas y escritores españoles. Escribe mucha poesía en la cual está presente España, de manera casi obsesiva.
1930 Edita su libro de poemas Sonaja, en Madrid. Siendo este año uno de los más importantes en su creación artística. Supera la incomprensión del medio familiar, decide existir como un auténtico artista. Frecuente correspondencia con don Joaquín García Monge y colaboración en Repertorio Americano.
1931 Regresa a Costa Rica. Vive en San Isidro de Coronado y empieza a bosquejar sus primeros apuntes sobre un libro de cuentos. A las exposiciones de pintura organizadas por el Diario de Costa Rica en 1928, y que se prolongan por varios años, Max Jiménez hace penetrantes comentarios críticos.
1933 Se edita en Madrid su libro de poemas Quijongo. Reside en Madrid por algún tiempo. En el periódico del Partido Comunista, Trabajo, sin firma, aparece un artículo en donde se atacan sus ideas estéticas y políticas y provoca una defensa, inteligente y cuerda, de don Joaquín García Monge, en un artículo aparecido en Repertorio Americano.
1934 Lectura desordenada de José Carlos Mariátegui, José Enrique Rodó, José Vasconcelos y Jorge Mañach con los cuales se escribe. Numerosos artículos sobre la actualidad europea y latinoamericana en varios diarios y revistas. Valoración crítica de lo nacional en la literatura, las artes plásticas y la política. Interés por la pintura muralista mexicana. Empieza a estudiar las técnicas del grabado en madera. Publica varios artículos ilustrados con xilografías. Viaja a los Estados Unidos a tomar lecciones de grabado en la Liga de Estudiantes de Arte (New York).
1935 Año importante en la gestación y trabajo de sus libros Revenar, de poemas, y El Domador de Pulgas, narraciones simbólicas y carnavalescas.
1936 Viaja a Chile para editar su libro de poemas Revenar. Edita en Costa Rica su libro de poemas Poesías. Viaja a Cuba para observar la pintura de ese país. Edita en La Habana El domador de Pulgas, amistad y estímulo de Amelia Peláez, José Gómez Sicre, Mariano Rodríguez y Raúl Roa.
1937 Nuevo viaje a Chile en donde vive algún tiempo. Amistad con el novelista Joaquín Gutiérrez. Relación con los intelectuales chilenos Norberto Pinilla y Arturo Piga. Revisión de su libro El Jaúl, cuyos originales entrega para su publicación en ese mismo año. Último en que trabaja la escultura de manera regular. Piedra y madera son sus materiales preferidos.
1938 Un año muy importante porque inicia la profundización en las técnicas del óleo. Empieza a concebir los grandes volúmenes en las figuras y el uso de ciertos materiales elaborados por él mismo. En los colores busca los atrevidos y vistosos, muy cercanos al trópico. Gabriela Mistral, en carta a don Joaquín García Monge, elogia su libro El Domador de Pulgas.
1939 Residencia en La Habana y en los Estados Unidos, Nueva York, principalmente. Época de mayor actividad pictórica. Viaja a París en donde hace una exposición en la Galería M. M. Bernheim-Jeune. Componen la muestra diez óleos. Es presentado por Waldemar George.
1940 Expone en Nueva York, en la Galería Georgette Passedoit, en donde exhibe catorce trabajos durante febrero y marzo. Vive cerca de Times Square y logra interesantes y valiosas críticas norteamericanas a sus trabajos expuestos. Su nombre aparece relacionado com Diego Rivera, Rodríguez Lozano, Wilfredo Lam, Federico Cantú y Carlos Mérida.
1941 Vuelve a exponer en Nueva York, en la Galería Georgette Passedoit, durante el mes de febrero. Nacen sus hijos Roberto y Álvaro Jiménez Soto.
1942 Expone en la Galería Zborowski, en febrero de ese año, 12 óleos. Es presentado por Michel-George. En abril, y en esa misma galería, expone 33 dibujos y una escultura. Exposición en La Habana, en la Galería Lyceum, de 12 óleos, en noviembre.
1943 Vive en La Habana, amistad con José Gómez Sicre, Enrique Labrador Ruiz, Amelia Peláez, Sarah Cabrera y Jorge Mañach. Profundización en el clima y los temas de negros cubanos. Paisaje tropical. Expone, en el Instituto de Cultura Americana, de La Habana, en mayo, 14 óleos.
1944 Se edita en La Habana un álbum de 15 reproducciones, 11 en blanco y negro y 4 en color, conmemorando la exposición en la Galería Lyceum. Reúne opiniones de David Alfaro Siqueiros, José Gómez Sicre, Jorge Mañach, etc.
1945 Regresa a Costa Rica y exhibe en la galería de arte L'Atelier, que dirigía el poeta Arturo Echeverría Loría, 21 óleos, la mayoría expuestos antes en galerías extranjeras. Max Jiménez se duele de la poca acogida que tiene su muestra entre los nacionales.
1946 Parte a América del Sur. Época en que la adicción empieza a hacerle efectos más dañinos, sobre todo en hábitos de trabajo y trastornos de la personalidad. Desolación intensa y amargura contra el medio de su época, que se ve reflejada en la creación de aforismos que el llamó Candelillas. Se instala en Santiago de Chile. Profundas depresiones, que no impiden su trabajo constante, pero van minando su organismo sensiblemente. Presencia y constante aliento de su esposa doña Clemencia de Jiménez, quien trata de salvarlo, inútilmente, de un deliberado y constante deseo de autodestrucción. Intenta llevar a cabo la ilustración de su libro de aforismos y trata de editarlo, pero sin mucho entusiasmo.
1947 Abandona Santiago de Chile para pasar a residir a Buenos Aires. Antes, realiza los dibujos para el libro de Joaquín Gutiérrez, Manglar, uno de sus últimos trabajos concluidos. Muere en Buenos Aires el 3 de mayo de 1947, en medio de una terrible crisis creadora y existencial y una incapacidad para disciplinarse y sustraerse a su propia angustia personal